# Tadeusz Król (reżyser)
Tadeusz Piotr Król (ur. 17 czerwca 1963 w Łodzi) – polski reżyser, scenarzysta i producent.

## Życiorys
Absolwent Filologii polskiej na Uniwersytecie Łódzkim. Student Wydziału Reżyserii Akademii Teatralnej w Warszawie.
Karierę filmową rozpoczął w roku 1994 od głośnego dokumentu nagradzanego na wielu festiwalach filmowych – „Żywcem pogrzebany”. Film opowiadał o człowieku, który chciał trafić do księgi rekordów Guinnessa jako najdłużej przebywający w trumnie pod ziemią. Film został odczytany jako alegoria przemian ustrojowych w Polsce w latach 90. W latach 2001–2005 był kierownikiem Redakcji Filmu Dokumentalnego w TVP S.A. W latach 2011–2012 pełnił funkcję dyrektora artystycznego w międzynarodowej korporacji The Chimney Pot. Od 2013 dyrektor artystyczny w firmie CineLine.
Prywatnie Tadeusz Król jest ojcem dwójki dzieci – Niny i Kosmy.

## Działalność
Tadeusz Król jest członkiem Zarządu Gildii Reżyserów Polskich, Stowarzyszenia Filmowców Polskich, Związku Autorów i Producentów Audiowizualnych i ekspertem Polskiego Instytutu Sztuki Filmowej.

## Filmografia

### Reżyseria
- 2013 – Ostatnie piętro
- 2011 – Niebieskie kwiaty – film o miłości Katarzyny Kobro i Władysława Strzemińskiego
- 2009 – Zwerbowana miłość
- 2009 – Życie to rewelacja
- 2009 – Ręka fryzjera
- 2008 – Krąg rodziców
- 2000–2002 – cykl dokumentalny „Biuro ogłoszeń” (19 odcinków) dla TVP2 TVP S.A.
- 1999 – cykl dokumentalny „Futuryści, Formiści, Nowa Sztuka...” (6 odcinków) dla TVP1 TVP S.A.
- 1998 – Z całej siły
- 1997 – Czarodziej
- 1996–1997 – cykl dokumentalny „Żagary” (6 odcinków) dla TVP1 TVP S.A.
- 1996 – Geniusz
- 1995 – Biała zapaść (spektakl Teatru Telewizji H. Quiroqi)
- 1995 – Serce za śluzą
- 1994 – Żywcem pogrzebany

### Scenariusz
- 2013 – Ostatnie piętro
- 2011 – Niebieskie kwiaty – film o miłości Katarzyny Kobro i Władysława Strzemińskiego
- 2009 – Zwerbowana miłość
- 2009 – Życie to rewelacja
- 2009 – Ręka fryzjera
- 1997 – Czarodziej
- 1997 – Barka
- 1996 – Geniusz
- 1995 – Biała zapaść (spektakl Teatru Telewizji H. Quiroqi)
- 1995 – Serce za śluzą
- 1994 – Żywcem pogrzebany

### Realizacja
- 1997 – Barka
- 1994 – Żywcem pogrzebany

## Wybrane nagrody i wyróżnienia

### Nagrody
- „Życie to rewelacja” (2010)
  - Planete Doc Review
  - Kos IFF
  - Krakowski Festiwal Filmowy
- „Krąg rodziców” (2009)
  - Planete Doc Review
- Blisko czterdzieści nagród na międzynarodowych festiwalach filmowych za filmy wyprodukowane pod nadzorem merytorycznym Tadeusza Króla – m.in. w Chicago, Nowym Jorku, San Francisco, Szanghaju, Monte Carlo, Monachium, Sztokholmie, Płowdiw, Huston, Kopenhadze, Palm Springs (2002–2005).
- „Przerzut” (1994)
  - IFF Cine Mart Rotterdam, wyróżnienie za scenariusz filmu fabularnego
- „Żywcem pogrzebany” (1995)
  - VI Encontros De Cinema Lizbona
  - Światowy Przegląd Kina UMEA FF
  - IFF Bornholm – III nagroda w kategorii „Film”
  - SFF Corto Imola – nagroda specjalna[3]

### Nominacje
- Film „Ostatnie piętro” nominowany był w 2013 roku do Złotych Lwów w Konkursie głównym[4].
- W 2011 roku „Zwerbowana miłość” Tadeusza Króla nominowana była do Złotej Kaczki w kategoriach Najlepszy film i Najlepszy scenariusz[5].
- „Krąg rodziców” nominowany był w 2009 roku do Nagrody Amnesty International na festiwalu Docs Against Gravity Film Festival[6].